# Omfacite
Il minerale omfacite (simbolo IMA: Omp) è un inosilicato piuttosto raro del gruppo del pirosseno che si trova all'interno della classe minerale dei "silicati e germanati". La sua composizione chimica è (Ca,Na)(Mg,Fe,Al)[Si2O6]. Gli elementi calcio e sodio o magnesio, ferro e alluminio indicati tra parentesi possono presentarsi ciascuno nella formula per sostituzione, ma sono sempre presenti nella stessa proporzione rispetto agli altri componenti del minerale.
L'omfacite è un pirosseno metamorfico di alta pressione e, insieme al granato, rappresenta il costituente principale delle eclogiti.

## Etimologia e storia
Il minerale fu scoperto per la prima volta in un'ex cava vicino a Silberbach nel comune di Konradsreuth nella regione bavarese dell'Alta Franconia e descritto nel 1815 da Abraham Gottlob Werner che chiamò omphazite il minerale, in riferimento al suo colore secondo l'antica parola greca ὄμφαξ (omphax) per indicare l'uva acerba. Tuttavia, questa ortografia è stata corretta in omphacite nelle successive pubblicazioni mineralogiche ed è stata generalmente accettata.
Il campione tipo del minerale è conservato nella Collezione Mineralogica dell'Università di Freiberg (catalogo nº 100568 / K 103).

## Classificazione
Nell'ormai obsoleta, ma ancora in uso, 8ª edizione della sistematica dei minerali secondo Strunz, l'omfacite apparteneva alla classe degli "inosilicati", dove veniva elencata insieme a egirina, augite, diopside, esseneite, hedenbergite, giadeite, jervisite, johannsenite, kanoite, clinoenstatite, clinoferrosilite, cosmocloro, namansilite, natalyite, petedunnite, pigeonite e spodumene, con le quali forma il "gruppo pirosseno, sottogruppo clinopirosseni" con il sistema nº VIII/F.01 del gruppo dei pirosseni.
Anche la 9ª edizione della sistematica minerale di Strunz, in vigore dal 2001 e utilizzata dall'Associazione Mineralogica Internazionale (IMA), classifica l'omfacite nella categoria degli "inosilicati". Tuttavia, questa classe è ulteriormente suddivisa in base al tipo di formazione della catena, in modo che il minerale sia classificato in base alla sua struttura nella suddivisione "Inosilicati con catene singole di periodo 2, Si2O6; famiglia del pirosseno", dove, insieme a egirina-augite e cromomfacite, forma il sistema nº 9.DA.20.
La classificazione dei minerali di Dana, utilizzata principalmente nel mondo anglosassone, classifica l'omfacite nella classe dei "silicati e germanati" e lì nella sottoclasse degli "inosilicati". La si trova insieme a egirina-augite nel gruppo dei "C2/c clinopirosseni (clinopirosseni intermedi)" con il sistema nº 65.01.03b all'interno della suddivisione "Silicati a catena: Catene semplici non ramificate, W=1 con catene P=2".

## Abito cristallino
L'omfacite cristallizza nel sistema monoclino nel gruppo spaziale C2/c (gruppo nº 15) o P2/n (gruppo nº 13, posizione 2) con parametri reticolari a = 9,59 Å; b = 8,78 Å; c = 5,26 Å; β = 106,8° e 4 unità di formula per cella unitaria.

## Origine e giacitura
L'omfacite si forma in rocce metamorfiche da basiche a ultrabasiche come l'eclogite metabasite, di cui è uno dei componenti principali. Ciò avviene a pressioni elevate a partire da circa 10 kbar (corrispondenti a una profondità di circa 35 km) e a temperature medio-alte (da 500°C a 1000°C). L'omfacite si trova comunemente anche nelle kimberliti e nelle granuliti, ma anche in alcune ofioliti e facies di scisti azzurri contenenti glaucofane.
Essendo una formazione minerale piuttosto rara, l'omfacite può essere abbondante in alcuni siti specifici, ma nel complesso non è molto diffusa. Alla data del 2014 sono considerati noti circa 190 siti. I minerali di accompagnamento nelle eclogiti includono granato, corindone, cianite e quarzo, mentre negli scisti azzurri sono più comuni epidoto, glaucofane, orneblenda e scapolite.
In Germania, l'omfacite è stata trovata in diversi punti della massa di gneiss di Münchberg in Baviera, nella miniera di Clara vicino a Oberwolfach nel Baden-Württemberg, nel vigneto di Nickenich in Renania-Palatinato e in diverse località dei Monti Metalliferi sassoni.
In Austria, il minerale è stato trovato, tra l'altro, sull'Hüttenberger Erzberg e in vari siti nelle catene montuose Koralpe e Saualpe in Carinzia, vicino a Gansbach (comune di Dunkelsteinerwald) e Altenburg nella Bassa Austria, vicino a Krumbach (comune di Eibiswald) e Wernersdorf in Stiria, nonché nella Sulztal (Alpi dello Stubai) in Tirolo.
In Svizzera, l'omfacite è stata trovata sull'Alpe Arami, vicino al comune di Gorduno, nel Canton Ticino, e sull'Allalinhorn nel comune di Saas-Almagell, nel Canton Vallese.
Molti altri siti sono sparsi in tutto il mondo.

## Forma in cui si presenta in natura
L'omfacite raramente sviluppa cristalli grossi fino a circa cinque centimetri di dimensione e una brillantezza simile al vetro sulla superficie. Di solito si presenta sotto forma di grani irregolari e xenomorfi o aggregati minerali massicci. Nella sua forma pura, l'omfacite è di colore verde erba o verde smeraldo a verde scuro, e possiede uno striscio bianco-verdastro.